# Walesi függetlenségi mozgalom
A walesi függetlenségi mozgalom egy politikai törekvés, amelynek célja Wales elszakadása az Egyesült Királyságtól. A Brit-sziget nyugati részét magába foglaló, kelta lakosságú területet a 13. században annektálta Anglia, jelenleg széleskörű autonómiával és önálló nemzetgyűléssel (Senedd) rendelkezik. A walesi függetlenség legfontosabb támogatója az EU-párti Plaid Cymru, amely 1925 óta küzd az ország elszakadásáért.

Wales zászlaja

## Történelem

### A független Wales
Miután a Római Birodalom föladta Britanniát, a területen számos apró kelta királyság és államkezdemény alakult ki, a mai Wales területén a legfontosabbak Gwynedd, Powys, Dehaubarth és Morgannwg királyságai voltak. A hagyományos walesi társadalom nemesekre, szabad földművesekre (bonheddwy) és szolgákra (y taeogion) oszlott, a helyi jogrend alapját Hywel Dda törvénykönyve képezte. A walesi lakosság a 11. századra a gazdasági fejlődés és a melegedő éghajlat hatására elérte a 300 000 főt. A nagyfokú politikai széttagoltság miatt 1066-ban az érkező normann hódítók Anglia megszállása után könnyedén elfoglalták Wales déli részét, ahol így új normann nemesség került hatalomra, az angolokkal szövetséges Marcher-lordok. Egyedül az északi Gwynedd Királyság maradt ténylegesen független. 1194-ben Nagy Llywelyn uralma alatt egyesültek a walesiek, és kiszorították a hódítókat az országból, egy időre késleltetve az angol inváziót.
1282-ben I. Eduárd angol király hadseregével megtámadta a walesi területeket, és miután legyőzte az utolsó helyi királyt, Llywelyn ap Grufyddot az Orewin hídi csatában, Angliához csatolta az országot. Hogy a megszállt területek tartósan angol fennhatóság alatt maradjanak, Eduárd számos nagyméretű várat épített a területen, amelyeknek romjai ma is meghatározzák a walesi vidék látképét. A legendásan kegyetlen hódítást énekelte meg Arany János Walesi bárdok című balladájában.

### Glyndwr-felkelés (walesi szabadságharc)

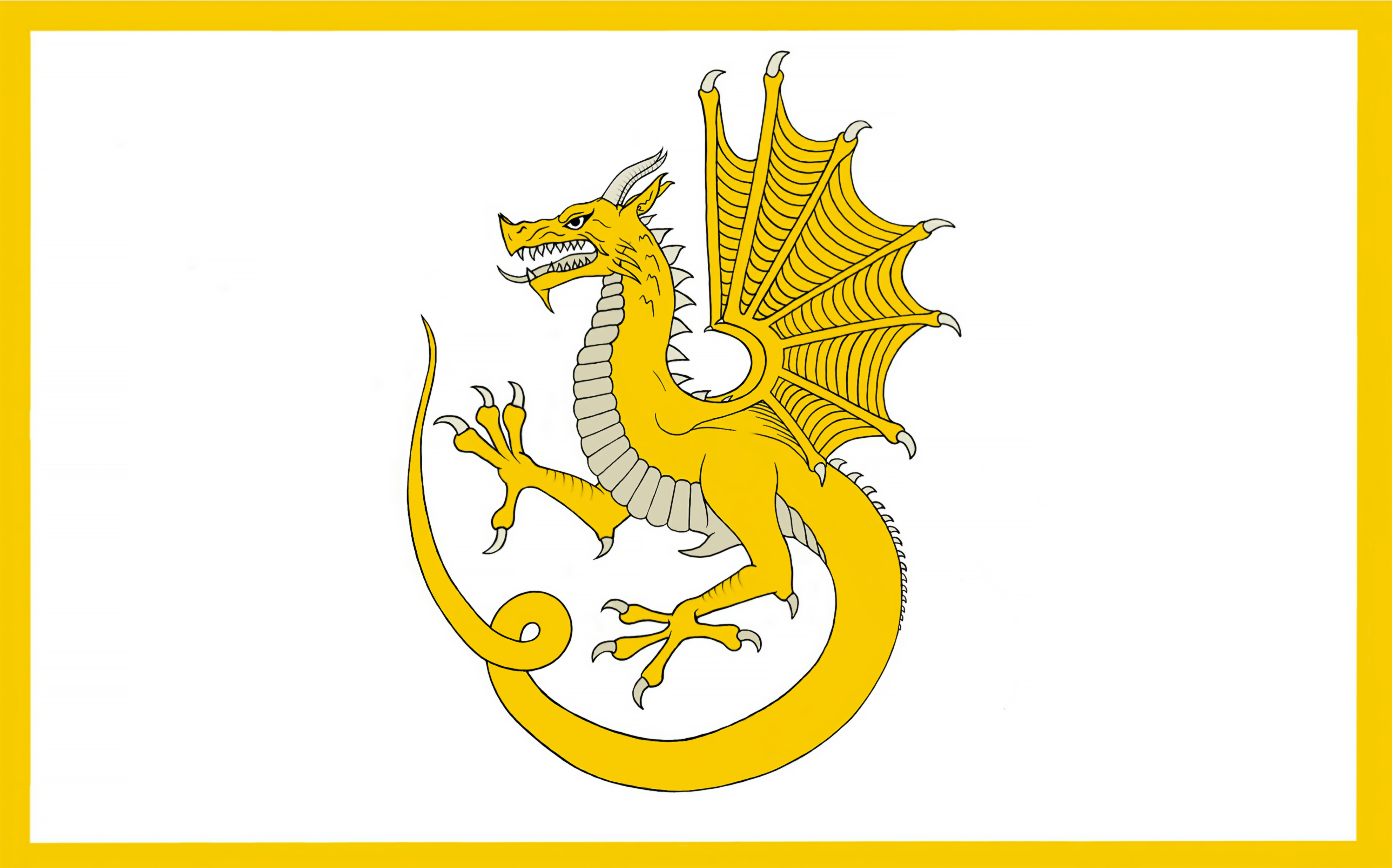
Owain Glyndwr zászlaja

Az angol uralom első évszázadaiban a walesiek számos felkelést vezettek az idegen hatalom ellen, ezek közül a legnagyobb és legfontosabb az úgynevezett Glyndwr-felkelés volt. A felkelés vezéralakja, Owain Glyndwr 1350-ben született, és leszármazottja volt két régi walesi királyság, Dehaubarth és Powys királyi családjának is. Miután az angol hatóságok elkobozták földjeit, a helyi lakosságból gerillacsapatokat szervezett, és háborút indított a megszálló angol nemesek ellen. Hamarosan a walesiek tömegével csatlakoztak hozzá, és az angol király, IV. Henrik személyesen érkezett leverni a lázadást, azonban az 1401-es Mynydd Hyddgen-i csatában Glyndwr vereséget mért rá. Ezt követően az angol hadsereg kötelékében szolgáló, képzett és walesi származású katonák (köztük az angolok egyik fő ütőerejét alkotó hosszúíjászok) átálltak a felkelés oldalára. 1402-ben Glyndwr szövetséget kötött az angolok gyengítésében érdekelt Franciaországgal és Skóciával. A francia erősítés hatására Henrik csapatai teljesen kiszorultak az országból, és létrejött a rövid életű Walesi Királyság, melynek Owain Glyndwrt koronázták uralkodójává, és létrejött egy parlament Machynnleth-ben, valamint helyreállították a Hywel Dda jogrendet. A nemzetközi helyzet változása miatt azonban Franciaország megszüntette az új ország támogatását, és Anglia teljes tengeri blokádot húzott köré, megakadályozva a fegyverszállítmányokat és a kereskedelmet. Végül az angolok 1405-ben szárazföldről és tengerről egyszerre támadva legyőzték a kimerült walesi sereget. Owain Glyndwr a hegyekbe menekült, és 1412-ig folytatta gerillaakcióit, végül teljesen eltűnt az angol hatóságok elől a kitűzött hatalmas vérdíj ellenére.

## Modern függetlenségi mozgalom

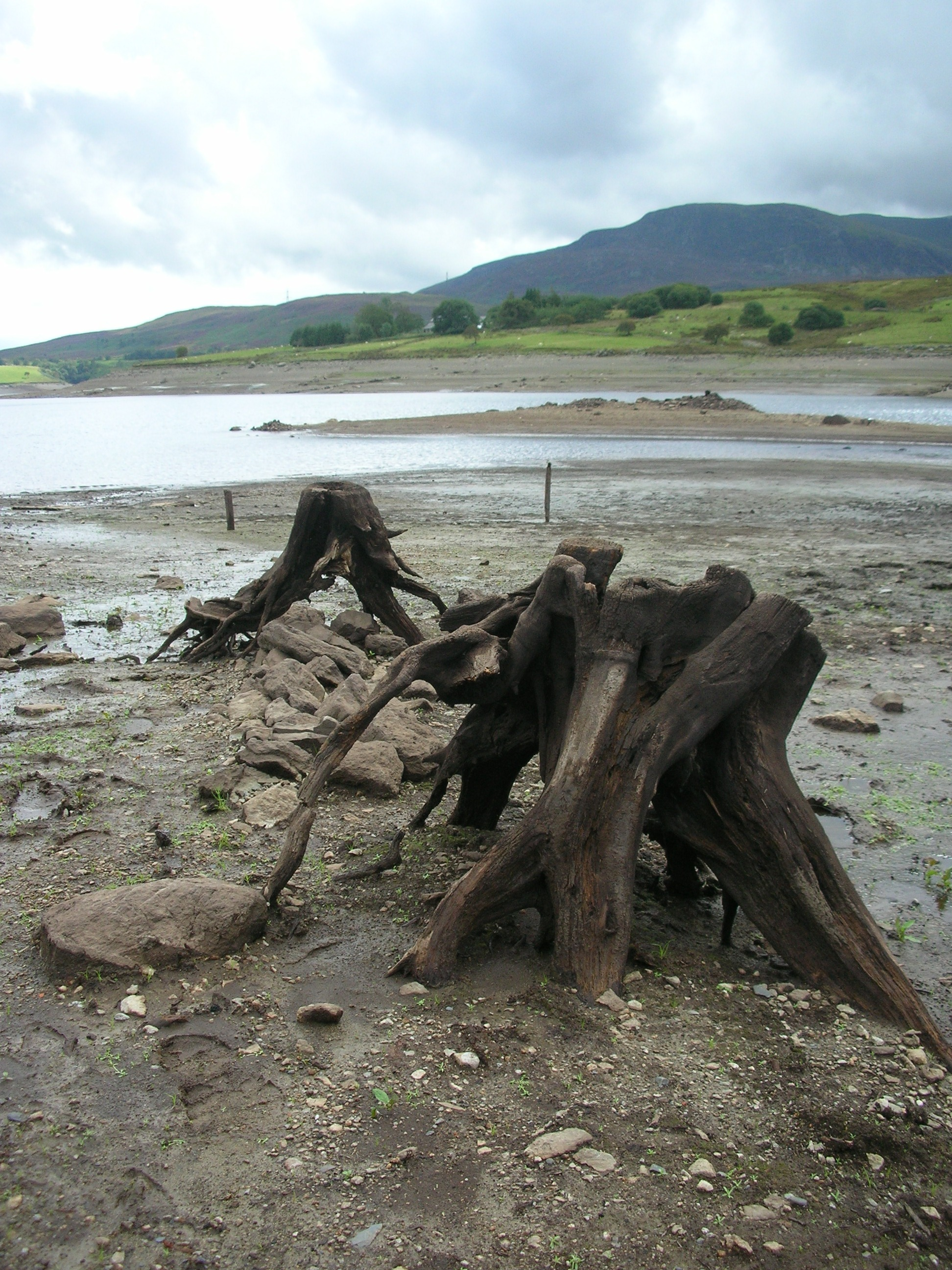
Az elárasztott Tryweryn-völgy

A modern walesi függetlenségi gondolat először az 1920-as években jelent meg ismét, amikorra a walesi kultúra jelentősen visszaszorult, és a walesi nyelvet beszélők száma is olyan drasztikus lecsökkent, hogy már a kihalás fenyegette. 1925-ben alakult meg a függetlenségpárti Plaid Cymru párt, azonban sokáig nem sikerült szert tennie jelentős ismertségre és támogatottságra. A változást a Tryweryn-völgyben épített gát ügye hozta meg 1965-ben, amikor az új víztározó, amelyet az angliai Liverpool vízellátásához terveztek, számos falut árasztott el, kiváltva egész Wales felháborodását. Ez az ügy vált a nemzeti ébredés szimbólumává. A tüntetések élére a Plaid Cymru állt, nagy népszerűségre téve szert az észak-walesi vidéki lakosság körében. A walesi anyanyelvű, jellemzően alacsony képzettségű, ám erős nemzeti identitással rendelkező népesség azóta is stabil szavazóbázist nyújt a pártnak, amely rendre megnyeri az északnyugati körzetek választásait.  A Tryweryn-ügy hatására alakult meg a két rövid életű walesi paramilitáris szervezet is, a Szabad Wales Hadsereg (Free Wales Army) és a Mudiad Amddiffyn Cymru (MAC) is, amelyek főleg gátakat és az elektromos hálózat létesítményeit vették célba bombatámadásaikkal.
1979-ben az éppen kormányon lévő Munkáspárt, annak érdekében, hogy megszerezze a Plaid Cymru, a skót SNP és az északír Sinn Féin támogatását a Westminsterben, beleegyezett egy referendum megtartásába egy önálló walesi és skót nemzetgyűlés létrehozásáról. A népszavazás azonban Walesben súlyos kudarccal végződött, a lakosság 79,4%-a elutasította a tervezetet.
A gyorsan erősödő walesi identitás hatására a második, 1999-es népszavazáson a lakosság szűk többsége, 50,3%-a az autonómiára szavazott, majd 2011-ben már a választópolgárok 63% támogatta a Walesi Nemzetgyűlés jogköreinek kiszélesítését. Jelenleg a Plaid Cymru a második legerősebb párt a Nemzetgyűlés megalakulása óta uralkodó Walesi Munkáspárt után, vezetője 2018-óta Adam Price. A Walesi Munkáspárt ugyan ellenzi a teljes függetlenedést, de sokat tesz a nyelv és kultúra megmaradásáért, fontosnak tartja az autonómiát.

## Támogatottsága

### Politikai pártok
Támogatói:
- Plaid Cymru: Szociáldemokrata,  Európa-párti, zöld párt, a walesi függetlenség ügyének legfontosabb képviselője: 10 képviselője van a Seneddben
- Walesi Nemzeti Párt (WNP): A Plaid Cymru jobboldali, szintén függetlenségpárti szakadár szárnya: 1 képviselője van

Ellenzői:
- Walesi Munkáspárt: Wales legerősebb pártja, a Nemzetgyűlés létrejötte óta mindig megnyerte a választásokat, ellenzi a függetlenséget, de fontosnak tartja a walesi kultúra és nyelv fönnmaradásának támogatását és az autonómiát: 29 képviselője van
- Walesi Liberális Párt: Autonómiapárti: 1 képviselő
- Walesi Konzervatív Párt: Brit unionista: 11 képviselő
- Brexit Párt: Euroszkeptikus: 3 képviselő
- UKIP: Megszüntetné a különálló nemzetgyűlést: 1 képviselő
- A Walesi Nemzetgyűlés Feloszlatásáért Párt: Egyetlen célja a különálló nemzetgyűlés megszüntetése: 1 képviselő

### Közvélemény-kutatások
Az alábbi szakasz teljes egészében az azonos témájú angol szócikk fordítása
Igen/Nem közvélemény-kutatások – Szabályos kérdéssorok
| Dátum                           | Közvéleménykutató intézet                                                                     | Minta mérete | Függetlenné váljon Wales? | Függetlenné váljon Wales? | Függetlenné váljon Wales? | Előny | Megjegyzések                                       |
| Dátum                           | Közvéleménykutató intézet                                                                     | Minta mérete | Igen                      | Nem                       | Nem tudja                 | Előny | Megjegyzések                                       |
| ------------------------------- | --------------------------------------------------------------------------------------------- | ------------ | ------------------------- | ------------------------- | ------------------------- | ----- | -------------------------------------------------- |
| 2020. július 29. – augusztus 7. | Yes Cymru/ YouGov                                                                             | 1044         | 26%                       | 55%                       | 19%                       | 29%   | Beleértve a 16-17 éveseket is.                     |
| 2020. május 29. – június 1.     | ITV Wales/ YouGov/ Cardiff Uni Archiválva 2020. szeptember 4-i dátummal a Wayback Machine-ben | 1021         | 25%                       | 54%                       | 21%                       | 29%   |                                                    |
| 2019. szeptember 6–10.          | Plaid Cymru/YouGov                                                                            | 1039         | 24%                       | 52%                       | 23%                       | 28%   |                                                    |
| 2018. december 7–14.            | Sky News Data- Wales                                                                          | 1014         | 17%                       | 67%                       | 16%                       | 50%   |                                                    |
| 2018. május 30. – június 6.     | YouGov                                                                                        | 2016         | 19%                       | 65%                       | 16%                       | 46%   |                                                    |
| 2016. július                    | ITV Wales/ YouGov Archiválva 2020. augusztus 14-i dátummal a Wayback Machine-ben              | 1010         | 15%                       | 65%                       | 20%                       | 50%   |                                                    |
| 2014. szeptember 8–11.          | ITV Wales/ Cardiff University                                                                 | >1000        | 17%                       | 70%                       | 13%                       | 53%   | Egy héttel a skót függetlenségi népszavazás előtt. |
| 2014. április                   | You Gov                                                                                       | 1000         | 12%                       | 74%                       | 14%                       | 62%   |                                                    |

Igen/Nem Függetlenségi közvélemény-kutatások – Nem szabályos kérdéssorok
| Dátum                  | Közvéleménykutató intézet                                                        | Minta      | Függetlenné váljon Wales | Függetlenné váljon Wales | Függetlenné váljon Wales | Előny | Megjegyzések                                     |
| Dátum                  | Közvéleménykutató intézet                                                        | Minta      | Igen                     | Nem                      | Nem tudja                | Előny | Megjegyzések                                     |
| ---------------------- | -------------------------------------------------------------------------------- | ---------- | ------------------------ | ------------------------ | ------------------------ | ----- | ------------------------------------------------ |
| 2019. szeptember 6–10. | Plaid Cymru/ YouGov                                                              | 1039       | 33%                      | 48%                      | 20%                      | 15%   | Ha a függetlenné váló Wales az EU tagjává válna. |
| 2016. július           | ITV Wales/ YouGov Archiválva 2020. augusztus 14-i dátummal a Wayback Machine-ben | 1010       | 28%                      | 53%                      | 20%                      | 25%   | Ha a függetlenné váló Wales az EU tagjává válna. |
| 2016. július           | ITV Wales/ YouGov Archiválva 2019. augusztus 6-i dátummal a Wayback Machine-ben  | 1010       | 19%                      | 61%                      | 21%                      | 42%   | Ha Skócia elhagyja az Egyesült Királyságot.      |
| 2013. március          | ITV Wales/ YouGov                                                                | Ismeretlen | 10%                      | 62%                      | 28%                      | 52%   | Ha Skócia elhagyja az Egyesült Királyságot.      |

"0-10" Függetlenségi közvélemény-kutatások – (Az alanyokat 0–10-es skálán kérdezték. 0–4 Ellene, 5 Közömbös, 6–10 Támogatja. "Nem tudja" nem jelenik meg)
| Dátum              | Közvéleménykutató intézet                                                     | Minta | Támogatja összesen | Támogatja | Támogatja | Támogatja | Támogatja | Támogatja | Közömbös | Ellene | Ellene | Ellene | Ellene | Ellene | Ellene összesen |
| Dátum              | Közvéleménykutató intézet                                                     | Minta | Támogatja összesen | 10        | 9         | 8         | 7         | 6         | 5        | 4      | 3      | 2      | 1      | 0      | Ellene összesen |
| ------------------ | ----------------------------------------------------------------------------- | ----- | ------------------ | --------- | --------- | --------- | --------- | --------- | -------- | ------ | ------ | ------ | ------ | ------ | --------------- |
| 2019. május 10–15. | YesCymru/ YouGov                                                              | 1133  | 36%                | 14%       | 4%        | 5%        | 6%        | 7%        | 17%      | 5%     | 6%     | 6%     | 2%     | 28%    | 47%             |
| 2017. május 9–12.  | Yes Cymru/ YouGov Archiválva 2018. április 1-i dátummal a Wayback Machine-ben | 1000  | 29%                | 10%       | 2%        | 6%        | 6%        | 5%        | 18%      | 4%     | 6%     | 7%     | 5%     | 31%    | 53%             |

## Javasolt függetlenségi népszavazás
Adam Price, a Plaid Cymru vezetője 2019 októberében úgy nyilatkozott, hogy céljuk egy függetlenségi népszavazás megtartása 2030 előtt. Ahhoz, hogy referendumot lehessen tartani, szükség van a Walesi Nemzetgyűlés többségének támogatására és Westminster beleegyezésére is. 2020 júliusában a Plaid Cymru egy tervezetet nyújtott be a Nemzetgyűlésnek, amely törvényileg lehetővé tette volna egy függetlenségi népszavazás megtartását, azzal az indoklással, hogy az Egyesült Királyság kormánya elvesztette hitelét a koronavírus-járvány katasztrofális kezelésével, és ezt támasztja alá a walesi függetlenség támogatottságának hirtelen növekedése is. A többi párt képviselői azonban ellenezték az elképzelést, és 43:9 arányban leszavazták.

## A walesi függetlenség demográfiája

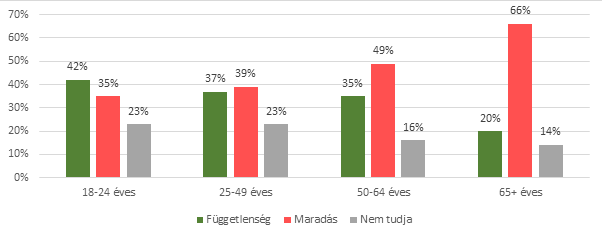
A walesi függetlenség támogatottsága 2019 szeptemberében korosztályos bontásban

A walesi függetlenségi mozgalom a nyugati világ többi baloldali szeparatista mozgalmához (Skócia, Észak-Írország, Katalónia, Kalifornia) hasonlóan jelenleg alapvetően a fiatal lakosság körében népszerű, és emiatt támogatottsága növekszik. A közvélemény-kutatások alapján a bizonytalan szavazókat leszámítva a mozgalommal szimpatizálók aránya 2014 óta 14%-ról 31%-ra nőtt, abban az esetben pedig, ha a függetlenné váló Wales rögtön megkezdhetné a csatlakozást az Európai Unióhoz, a szavazópolgárok 40%-a támogatná az elszakadást.
Nagy a véleménykülönbség a legfiatalabb és a legidősebb generáció között, míg a fiatal 18-24 évesek többsége (55%) támogatja a szeparatizmust, a 65 év fölöttiek 86%-a elutasítja a függetlenségi törekvéseket.